# NOG
NOG (англ. Noggin) – білок, який кодується однойменним геном, розташованим у людей на короткому плечі 17-ї хромосоми. Довжина поліпептидного ланцюга білка становить 232 амінокислот, а молекулярна маса — 25 774.
| 10         |  | 20         |  | 30         |  | 40         |  | 50         |
| ---------- |  | ---------- |  | ---------- |  | ---------- |  | ---------- |
| MERCPSLGVT |  | LYALVVVLGL |  | RATPAGGQHY |  | LHIRPAPSDN |  | LPLVDLIEHP |
| DPIFDPKEKD |  | LNETLLRSLL |  | GGHYDPGFMA |  | TSPPEDRPGG |  | GGGAAGGAED |
| LAELDQLLRQ |  | RPSGAMPSEI |  | KGLEFSEGLA |  | QGKKQRLSKK |  | LRRKLQMWLW |
| SQTFCPVLYA |  | WNDLGSRFWP |  | RYVKVGSCFS |  | KRSCSVPEGM |  | VCKPSKSVHL |
| TVLRWRCQRR |  | GGQRCGWIPI |  | QYPIISECKC |  | SC         |  |            |

A: Аланін

C: Цистеїн

D: Аспарагінова кислота

E: Глутамінова кислота

F: Фенілаланін

G: Гліцин

H: Гістидин

I: Ізолейцин

K: Лізин

L: Лейцин

M: Метіонін

N: Аспарагін

P: Пролін

Q: Глутамін

R: Аргінін

S: Серин

T: Треонін

V: Валін

W: Триптофан

Кодований геном білок за функцією належить до білків розвитку. 
Задіяний у такому біологічному процесі, як диференціація клітин. 
Секретований назовні.